# Miss Universo Kenia
Miss Universo Kenia (en inglés: Miss Universe Kenya) es un concurso de belleza nacional en Kenia. Se encarga de seleccionar a la representante del país para el concurso Miss Universo.

## Ganadoras

### Miss Universo Kenia (2002-presente)
: Declarada como ganadora
     : Terminó como finalista
     : Terminó como una de las semifinalistas o cuartofinalistas
     : Terminó como ganadora de premios especiales
| Año                           | Condado                                                           | Miss Universo Kenia                                               | Posición en Miss Universo                                         | Premios especiales                                                | Notas                                                             |
| ----------------------------- | ----------------------------------------------------------------- | ----------------------------------------------------------------- | ----------------------------------------------------------------- | ----------------------------------------------------------------- | ----------------------------------------------------------------- |
| 2024                          | Kiambu                                                            | Irene Ng'endo                                                     | No clasificó                                                      |                                                                   |                                                                   |
| No compitió entre 2022 y 2023 |                                                                   |                                                                   |                                                                   |                                                                   |                                                                   |
| 2021                          | Nairobi                                                           | Roshanara Ebrahim                                                 | No clasificó                                                      |                                                                   |                                                                   |
| 2020                          | Debido al impacto de la pandemia de COVID-19, no compitió en 2020 | Debido al impacto de la pandemia de COVID-19, no compitió en 2020 | Debido al impacto de la pandemia de COVID-19, no compitió en 2020 | Debido al impacto de la pandemia de COVID-19, no compitió en 2020 | Debido al impacto de la pandemia de COVID-19, no compitió en 2020 |
| 2019                          | Nairobi                                                           | Stacy Michuki                                                     | No clasificó                                                      |                                                                   |                                                                   |
| 2018                          | Nairobi                                                           | Wabaiya Kariuki                                                   | No clasificó                                                      |                                                                   |                                                                   |
| 2017                          | No compitió                                                       | No compitió                                                       | No compitió                                                       | No compitió                                                       | No compitió                                                       |
| 2016                          | Nairobi                                                           | Mary Esther Where                                                 | Top 6                                                             |                                                                   |                                                                   |
| 2015                          | No compitió                                                       | No compitió                                                       | No compitió                                                       | No compitió                                                       | No compitió                                                       |
| 2014                          | Busia                                                             | Gaylyne Ayugi                                                     | No clasificó                                                      |                                                                   |                                                                   |
| No compitió entre 2006 y 2013 |                                                                   |                                                                   |                                                                   |                                                                   |                                                                   |
| 2005                          | Nairobi                                                           | Rachel Mbuki Marete                                               | No clasificó                                                      |                                                                   |                                                                   |
| 2004                          | Nairobi                                                           | Anita Maina                                                       | No clasificó                                                      |                                                                   |                                                                   |
| 2003                          | No compitió                                                       | No compitió                                                       | No compitió                                                       | No compitió                                                       | No compitió                                                       |
| 2002                          | Laikipia                                                          | Julie Njeru                                                       | No clasificó                                                      |                                                                   |                                                                   |

### Miss Kenia (1987-1995)
: Declarada como ganadora
     : Terminó como finalista
     : Terminó como una de las semifinalistas o cuartofinalistas
     : Terminó como ganadora de premios especiales
| Año                           | Condado      | Miss Kenia               | Posición en Miss Universo | Premios especiales |
| ----------------------------- | ------------ | ------------------------ | ------------------------- | ------------------ |
| 1995                          | Taita-Taveta | Josephine Wanjiku Mbatia | No clasificó              |                    |
| No compitió entre 1993 y 1994 |              |                          |                           |                    |
| 1992                          | Nairobi      | Aisha Wawira Lieberg     | No clasificó              |                    |
| No compitió entre 1988 y 1991 |              |                          |                           |                    |
| 1987                          | Mombasa      | Susan Kahumba            | No clasificó              |                    |